# Aulacigaster bromeliae
Aulacigaster bromeliae – gatunek muchówki z podrzędu krótkoczułkich i rodziny Aulacigastridae.
Gatunek ten opisany został w 2011 roku przez Alessandrę Rung i Wayne’a Mathisa.
Muchówka o ciele długości od 2,6 do 3,4 mm i długości skrzydła od 2,4 do 3 mm. Nadustek jest wydłużony, ponad 3,5 raza dłuższy niż szeroki. Czoło ma pośrodku jedwabiście owłosione, szerokie i mocne wgłębienie. Płytka czołowo-orbitalna ubarwiona jest żółtawo. Wzgórek oczny pokrywa drobne owłosienie. Czułki są jasnożółte do żółtawych z przyciemnionym wierzchem, o pierwszym członie biczyka wydłużonym i pochylonym. Ich stosunkowo długa arista ma prostą nasadową ⅓ z podwójnym rzędem odgałęzień oraz zygzakowato wyglądającą część wierzchołkową z naprzemiennie odchodzącymi gałązkami. Głaszczki mają barwę brązowawą. Na tułowiu tarczka jest trójkątna i lekko wyniesiona, a szczecinki środkowe grzbietu ustawione w jednym rzędzie. Skrzydła mają pośrodku brązowy znak. Samiec ma placowate przysadki odwłokowe i płatkowaty tylny wyrostek gonopodu.
Jajo jest owalne i nieco grzbietobrzusznie spłaszczone. Larwa trzeciego stadium ma smukłe, prawie walcowate ciało o długości od 6,6 do 7,5 mm, wyposażone w rurkę oddechową. Ma dobrze rozwinięte żuwaczki z dwoma parami dodatkowych ząbków. Na segmentach odwłoka do siódmego włącznie występują po dwie pary bocznych włosków czuciowych. Przednie przetchlinki zaopatrzone są w 23–26 par gałązkowatych wyrostków. Owalne, jasnobrązowe puparium ma od 5,6 do 6,4 mm długości i silnie wciągnięty syfon.
Larwy rozwijają się w drobnych zbiornikach wodnych pomiędzy liśćmi epifitów z rodziny bromeliowatych, gdzie żerują na rozkładającej się materii organicznej.
Owad krainie neotropikalny, znany z brazylijskich stanów Rio de Janeiro, Santa Catarina i São Paulo.